# Dicranomyia (Melanolimonia) submorio
Dicranomyia (Melanolimonia) submorio is een tweevleugelige uit de familie steltmuggen (Limoniidae). De soort komt voor in het Palearctisch gebied.